# Patrice Prat
Pour les articles homonymes, voir Prat (homonymie).
Patrice Prat, né le 28 novembre 1965 à Bagnols-sur-Cèze en France, est un homme politique français. Il est député de la 3e circonscription du Gard de 2012 à 2017.

## Biographie

### Famille et études
Patrice Prat est marié et père de trois enfants. Il a notamment été étudiant à l'Université Paul-Valéry Montpellier 3, ainsi qu'à l'Institut d'études politiques d'Aix-en-Provence.

### Maire de Laudun-l'Ardoise
Élu maire de Laudun-l'Ardoise en 1995, il est élu conseiller général du canton de Roquemaure en 2004, puis devient vice-président du Conseil général, chargé de l'Économie, de l'emploi et de l'insertion entre 2008 et 2011. Il est également président de la Communauté de communes Rhône Cèze Languedoc de 2008 à juillet 2012.
Lors des élections législatives de 2007, avec comme suppléant Denis Bouad, il est en dissidence vis-à-vis du candidat officiel du PS Alexandre Pissas dans la 3e circonscription.

### Député
Élu député de la troisième circonscription du Gard en juin 2012, il démissionne de ses mandats de conseiller général et de président de la Communauté de communes. Enfin, opposé au cumul des mandats, il décide de ne pas briguer un nouveau mandat de maire en 2014 et de soutenir Philippe Pécout, qui remporte finalement l'élection municipale. Il déclare alors que « [sa] mission est accomplie ».
Patrice Prat siège au groupe Socialiste, républicain et citoyen à l'Assemblée nationale. Membre de la Commission des Affaires économiques, il s'intéresse plus particulièrement aux sujets des politiques industrielles, de l'énergie (au sein de la Commission spéciale pour le projet de loi sur la transition énergétique et de la Commission d'enquête sur les coûts de la filière nucléaire) et de la viticulture. Il est également membre de la Commission d'enquête parlementaire sur les individus et les filières djihadistes notamment. Enfin, il préside le Groupe d'amitié parlementaire France-Malte. 
Secrétaire national du PS chargé de l'innovation et des petites et moyennes entreprises (PME) à partir d'avril 2014[réf. nécessaire], il est proche d'Arnaud Montebourg. En septembre 2015, il est désigné comme référent parlementaire au comité stratégique de filière nucléaire (CSFN). Après avoir envisagé un temps une candidature lors de l'élection régionale de 2015 en Languedoc-Roussillon-Midi-Pyrénées, il annonce en octobre qu'il ne sera pas candidat.
En juillet 2016, il annonce quitter le Parti socialiste et le groupe socialiste, écologiste et républicain à l'Assemblée nationale. Il motive son choix en déclarant vouloir être « cohérent » après avoir signé par deux fois une motion de censure au gouvernement. Il est membre de l'équipe de campagne d'Arnaud Montebourg pour la primaire citoyenne de 2017 ; il est l'un de ses porte-parole.

### Retour à la vie politique locale
En mars 2017, il annonce mettre un terme à sa carrière politique. Par conséquent, il se représente pas aux élections législatives de juin 2017. Il confie au mois d'août de la même année à L'Obs qu'il se sentait « inefficace », « infantilisé par un groupe politique qui vous prend en charge de A à Z ».
En 2019, pour les élections européennes, il apporte son soutien à la liste du Parti communiste français conduite par Ian Brossat.
Il annonce son retour dans la vie politique locale en février 2019, en vue des élections municipales de 2020. Il se présente en troisième position sur la liste « Nîmes, citoyenne à gauche », portée par le communiste Vincent Bouget. Élu au conseil municipal, il en démissionne cependant l'année suivante.